# Trolltjärnarna, Härjedalen
Trolltjärnarna är en sjö i Härjedalens kommun i Härjedalen och ingår i Dalälvens huvudavrinningsområde.